# Depalpur
Depalpur é uma cidade e uma nagar panchayat no distrito de Indore, no estado indiano de Madhya Pradesh.

## Geografia
Depalpur está localizada a 22° 51′ N, 75° 33′ L. Tem uma altitude média de 533 metros (1748 pés).

## Demografia
Segundo o censo de 2001, Depalpur tinha uma população de 15 200 habitantes. Os indivíduos do sexo masculino constituem 51% da população e os do sexo feminino 49%. Depalpur tem uma taxa de literacia de 57%, inferior à média nacional de 59,5%: a literacia no sexo masculino é de 69% e no sexo feminino é de 45%. Em Depalpur, 16% da população está abaixo dos 6 anos de idade.